# Göta Fogler
Göta Ingeborg Fogler, född 4 februari 1919 i Nässjö, död 8 mars 1992, var en svensk konstnär.
Hon var dotter till pensionatsinnehavaren Carl Danielsson och Emy Johansson och gift med kriminalkonstapeln Åke Fogler.
Fogler studerade vid Skånska målarskolan i Malmö 1943 och för Gotthard Sandberg i Falsterbo 1945 samt vid Otte Skölds målarskola i Stockholm 1946–1947 och teckningsstudier vid Académie de la Grande Chaumière i Paris 1948 därefter vistades hon en tid i studiesyfte på Sicilien. Separat ställde hon ut i bland annat Jönköping och Nässjö. Tillsammans med Lars Söderström, Fritz Sjöström och Barbro Bråne ställde hon ut på Welamsons konstgalleri 1952. Hennes konst består av ett kaleidoskopiskt kubiserat måleri i övervägande blonda färger utförda som akvareller. Fogler är representerad vid Nationalmuseum, Moderna museet, Borås konstmuseum, Jönköpings museum, Växjö museum, Kalmar konstmuseum och Institut Tessin. Makarna Fogler är begravda på Dunkehalla kyrkogård i Jönköping.